# 141a Brigada Mixta (Exèrcit Popular de la República)
La 141a Brigada Mixta va ser una unitat creada per l'Exèrcit Popular per a la defensa de la Segona República Espanyola durant la Guerra Civil Espanyola. Va participar en les batalles de Belchite, Aragó, Segre i en la campanya de Catalunya.

## Historial
La Brigada va ser creada el maig de 1937 com a reserva de l'Exèrcit de l'Est i integrada en la 32a Divisió del X Cos d'Exèrcit. Estava composta principalment per milicians anarquistes. Encara que el seu primer cap va ser el comandant d'infanteria Sebastián Zamora, poc després el comandament de la unitat passaria al major de milícies Eduardo Barceló Llacuri.
Acabada la seva instrucció, la brigada va ser enviada al front d'Osca. Per a l'Ofensiva de Saragossa es va situar a Castellnou com a reserva i, el 27 de setembre, va entrar en combat per a donar suport a la XII Brigada Internacional en el sector de Villamayor. Més endavant Barceló seria processat per l'afusellament en la seva unitat de milicians del POUM, el mateix que el seu successor, el major de milícies Bosch Montes. En la retirada d'Aragó la brigada cobria el sector de Quinto i va ser desbordada per les tropes franquistes que van atacar per aquest punt, concentrant-se les seves restes a Montgai. Després intervindria en els combats del cap de pont de Balaguer, situant-se posteriorment en el sector d'Artesa de Segre. Durant la batalla de l'Ebre un dels batallons de la unitat prendria part en els combats.
El 14 de gener de 1939, mentre tenia lloc la Campanya de Catalunya, la brigada es trobava posicionada en una línia defensiva intentant defensar Cervera, encara que aquesta es va perdre l'endemà. Es va retirar a Calaf i posteriorment a la zona Manresa-Vic per a continuar la retirada general cap a la frontera francesa.

## Comandaments
Comandants
- Comandant d'infanteria Sebastián Zamora Medina;
- Major de milícies Eduardo Barceló Llacuri;
- Major de milícies Emilio Bosch Montes;

Caps d'Estat Major
- Capità de milícies Hernández Oñate;

Comissaris
- Justino Villaverde Ramos, de la CNT;[2]